# 静鉄レールクラブ
静鉄レールクラブ（しずてつレールクラブ）は、静岡県静岡市を走る静岡鉄道が主催していたクラブである。

## 概要
静岡鉄道の各駅窓口にて、所定の申込用紙を記入すれば、誰でも会員になれた。有効期限は1年。但し、更新が可能なため、継続することも可。入会金・年会費無料。
乗車機能付ICカードLuLuCaに付随する割引サービスへの一本化のため、2007年（平成19年）12月31日に新規会員の受付を終了し、2008年（平成20年）3月31日をもって完全廃止となった。

## 特典
入会時および更新時、静岡清水線の全線乗車券を5枚貰えた。また、会員証を提示することによって、日本平ロープウェイの運賃も割引となるほか、静岡清水線沿線の「静鉄レールクラブ加盟店」にて、さまざまな特典が得られた。